# Nokia 7380
Nokia 7380 — трёхдиапазонный мобильный телефон фирмы Nokia, старшая модель в серии L’Amoure.

## Органы управления и внешний вид
В телефоне отсутствует цифровая клавиатура. Набор номера, как и в Nokia 7280, производится вращающимся колёсиком Nokia Navi и кнопкой выбора.
В отделке корпусов телефонов серии L’Amoure использовались кожа, ткань, металл и керамика.
Сверху на передней грани находится речевой динамик, под ним за зеркальной поверхностью — дисплей, еще ниже — навигационное колесико, кнопка OK с оранжевым светодиодным индикатором, программируемые кнопки и клавиши звонка и отбоя. На задней грани — объектив фотокамеры и светодиодная вспышка, на левой — гнездо для Sim-карты с заглушкой, на нижней — ушко для шнурка, отверстие для микрофона, разъёмы для наушников и гарнитуры. 

## Аккумуляторная батарея и время работы
В телефона установлена литий-ионная аккумуляторная батарея ёмкостью 700 мА·ч.
Производителем заявлено следующее время работы:
- в режиме разговора — 3 ч;
- в режиме ожидания — 240 ч.

## Отзывы в прессе
Главным достоинством и в то же время недостатком назван дизайн корпуса. С одной стороны он превращает устройство в стильный аксессуар, но с другой стороны он делает управление неудобным, а телефон — исключительно женским. Также была отмечена повышенная маркость зеркальной поверхности, белого пластика и тканевого ярлычка. Среди прочих достоинств были указаны меню управления, мультимедийные возможности, камера, EDGE, объём встроенной памяти; среди недостатков — качество сборки, несъёмный аккумулятор, малое время автономной работы, отсутствие поддержки Java и карт памяти.